# Harold B. McSween
Harold Barnett McSween, född 19 juli 1926 i Alexandria i Louisiana, död 12 januari 2002 i Alexandria i Louisiana, var en amerikansk demokratisk politiker. Han var ledamot av USA:s representanthus 1959–1963.
McSween avlade 1950 juristexamen vid Louisiana State University och var därefter verksam som advokat och bankdirektör. År 1959 efterträdde han George S. Long som kongressledamot och efterträddes 1963 av Gillis William Long.
McSween avled 2002 i Alexandria och gravsattes på Greenwood Memorial Park i Pineville.